# Зондирование гамма-излучением (метод измерения уровня)
Зондирование радиационным излучением (метод измерения уровня)
Принцип действия радиоизотопного уровнемера основан на просвечивании контролируемой среды потоком гамма-квантов и определении уровня этой среды по степени ослабления этого потока.
К несомненным преимуществам таких уровнемеров относятся их абсолютная нечувствительность к параметрам контролируемой среды. Это позволяет в условиях особо жёстко заданных параметров среды внутри технологического оборудования производить контроль и измерение уровня с высокой точностью и стабильностью.
Наличие в составе уровнемера источника ионизирующего излучения требует принятия мер по обеспечению радиационной безопасности обслуживающего персонала и сохранности источника.